# Blyth Arena
Pour les articles homonymes, voir Blyth.
 (mars 2025).
Si vous disposez d'ouvrages ou d'articles de référence ou si vous connaissez des sites web de qualité traitant du thème abordé ici, merci de compléter l'article en donnant les références utiles à sa vérifiabilité et en les liant à la section « Notes et références ».
La Blyth Arena était un stade couvert situé à Squaw Valley, en Californie, aux États-Unis. Il a été construit en 1959 pour les Jeux olympiques d'hiver de 1960. Le stade a accueilli les cérémonies d'ouverture et de clôture ainsi que les compétitions de hockey sur glace et de patinage artistique lors de ces Jeux.
La capacité du stade était de 8 500 personnes assises. Les concepteurs du stade ont prévu d'utiliser la chaleur générée par le système de réfrigération pour faire fondre la neige. Il y a eu des erreurs dans la conception et des erreurs de calculs sur la charge que le toit peut supporter, et une partie du toit s'est effondrée lors d'une tempête de neige particulièrement forte en 1983. Le bâtiment est alors démoli.

## Sources
[PDF] (en) Squaw Valley Organizing Committee, VIII Olympic Winter Games 1960, Squaw Valley, California : Final Report, Squaw Valley, États-Unis, 1960 (lire en ligne), p. 121